# Mít

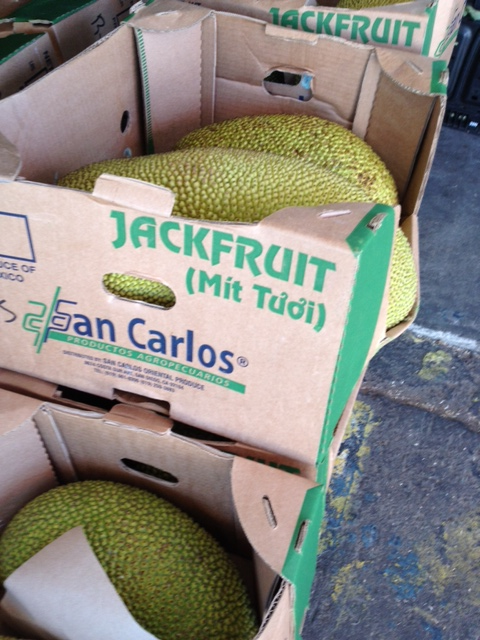
Mít tươi từ México bày bán ở chợ California, Hoa Kỳ

Mít (danh pháp hai phần: Artocarpus heterophyllus) là loài thực vật ăn quả, mọc phổ biến ở vùng Đông Nam Á và Brasil. Mít thuộc chi Mít, họ Dâu tằm, bộ Hoa hồng và được cho là có nguồn gốc từ Ấn Độ. Quả mít là loại quả quốc gia của Bangladesh.

## Đặc điểm
Cây mít thuộc loại cây gỗ nhỡ cao từ 8 đến 15 m. Cây mít ra quả sau ba năm tuổi và quả của nó là loại quả phức, ăn được. Mít được coi là loại cây ăn trái với quả chín lớn nhất lớn trong các loài thảo mộc. Mít có giá trị thương mại. Mỗi trái khá lớn hình bầu dục kích thước 30–60 cm x 20–30 cm. Vỏ mít sù sì, có gai nhỏ. Mít ra quả vào khoảng giữa mùa xuân và chín vào cuối mùa hè (tháng 7-8).
Nó là một loại quả ngọt nhiệt đới. Ở vùng ôn đới thì mít thường bán trong dạng đóng hộp với siro nhưng sau này ở Mỹ và Âu châu cũng nhập cảng mít tươi.
Ngoài dạng mít đóng lon, mít còn được chế biến bằng cách sấy khô hoặc cắt thành lát mỏng rồi chiên giòn.

### Đóng nõ
Trái mít có nhiều nhựa mít. Ở Việt Nam khi mít chín cắt xuống không bổ ra ngay mà để nguyên quả rồi dùng một thanh gỗ vót nhọn một đầu, đem đóng vào cuống mít để cho chảy bớt nhựa. Đợi thêm hai ba hôm sau, mới bổ mít ra thì bớt dính nhựa. Cách đó gọi là đóng nõ, trong bài thơ "Quả mít" của Hồ Xuân Hương có nhắc đến.

### Gỗ mít
Gỗ của cây mít thuộc gỗ nhóm IV, đôi khi được sử dụng để sản xuất các dụng cụ âm nhạc như các loại mộc cầm, là một phần của gamelan ở Indonesia (một thể loại dàn nhạc bao gồm chiêng, cồng, trống, các loại nhạc cụ bằng các thanh kim loại hay gỗ).
Ở Việt Nam gỗ mít được chuộng dùng làm các tượng thờ.

## Các món ăn có sử dụng mít

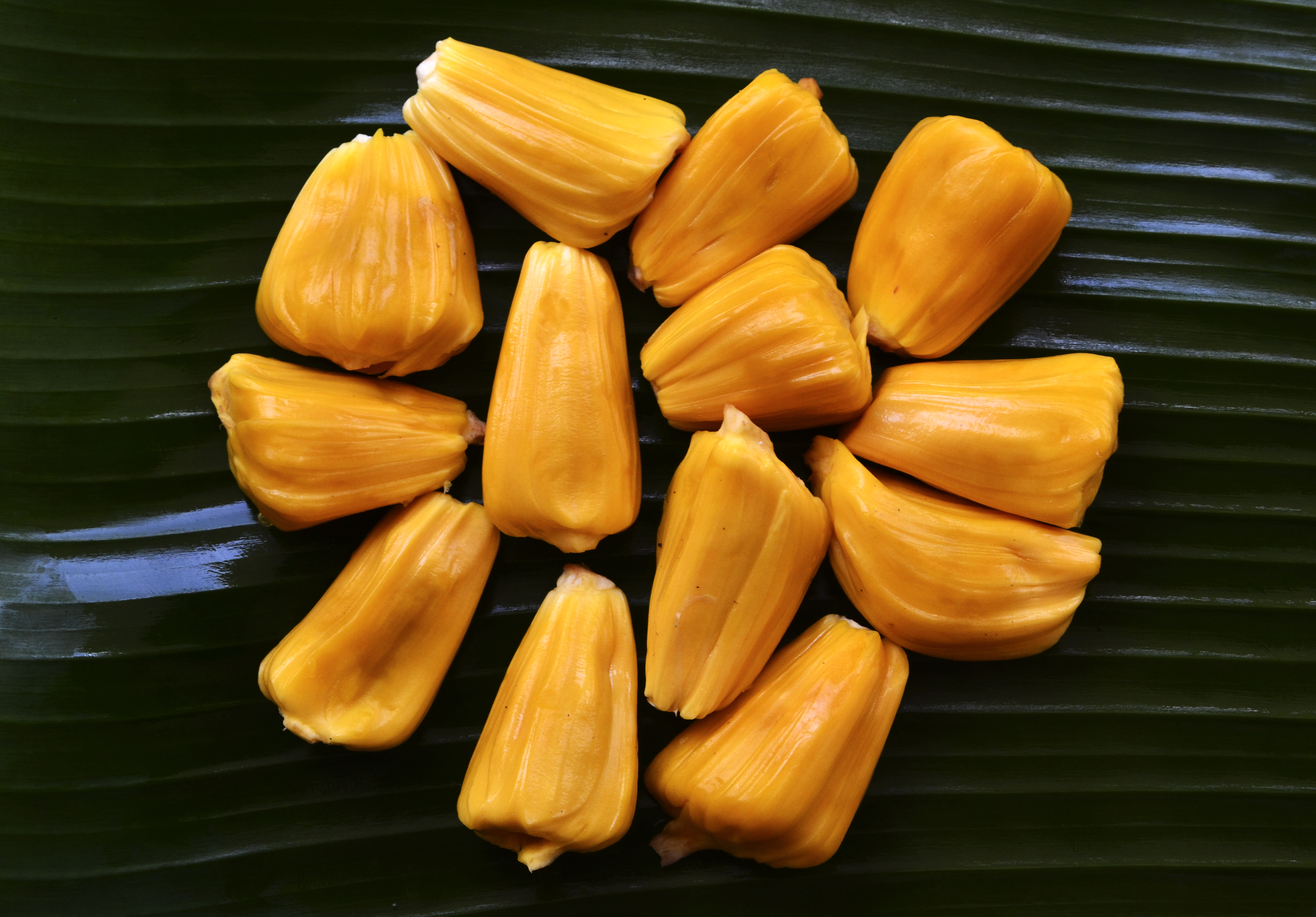
Mít tươi

- Các múi mít chín có thể ăn tươi, có vị rất ngọt do có hàm lượng đường như glucoza, fructoza cao (10-15%).
- Ở Huế có món mít trộn với tôm, hành, nước mắm ăn kèm với bánh tráng nướng[7]
- Quả mít non có thể sử dụng như rau để nấu canh, kho với cá, xào với thịt, làm gỏi.
- Xơ mít có thể dùng làm dưa muối gọi là nhút. Món này làm từ xơ mít chín hoặc từ quả mít xanh. Phương ngôn "Nhút Thanh Chương, tương Nam Đàn" nhắc đến hai đặc sản của vùng quê ở Nghệ An.
- Hạt mít cũng ăn được và có giá trị dinh dưỡng nhất định. Hột có thể đem rang, luộc, hoặc hấp, kho cá. Trước khi ăn thì bóc lớp vỏ mỏng bên ngoài; có mùi thơm và vị bùi. Hay có thể sơ chế hột mít với nước muối để tẩy nhớt, sau đó phơi khô, tách vỏ đem luộc chín, tán nhuyễn như với nhân đậu xanh để làm bánh như bánh nếp hay bánh nướng,...
- Mứt mít.
- Hạt mít rang: hạt mít bóc vỏ và rửa sạch rồi đem rang
- Gudeg món ăn truyền thống ở Jogyakarta, miền trung Java, Indonesia
- Lodeh
- Sayur Asam
- Cơm cà ri mít ở bên Sri Lanka
- Lá mít tuy không dùng làm thức ăn nhưng lại dùng đóng oản xôi cúng Phật trên chùa

## Canh tác

### Châu Mỹ
Cây mít được trồng ở vùng nhiệt đới và bán nhiệt đới châu Mỹ. Với cộng đồng người Mỹ gốc Việt đáng kể để tiêu thụ, mít từ México được xuất cảng sang Mỹ nhắm vào thị trường này.

### Việt Nam

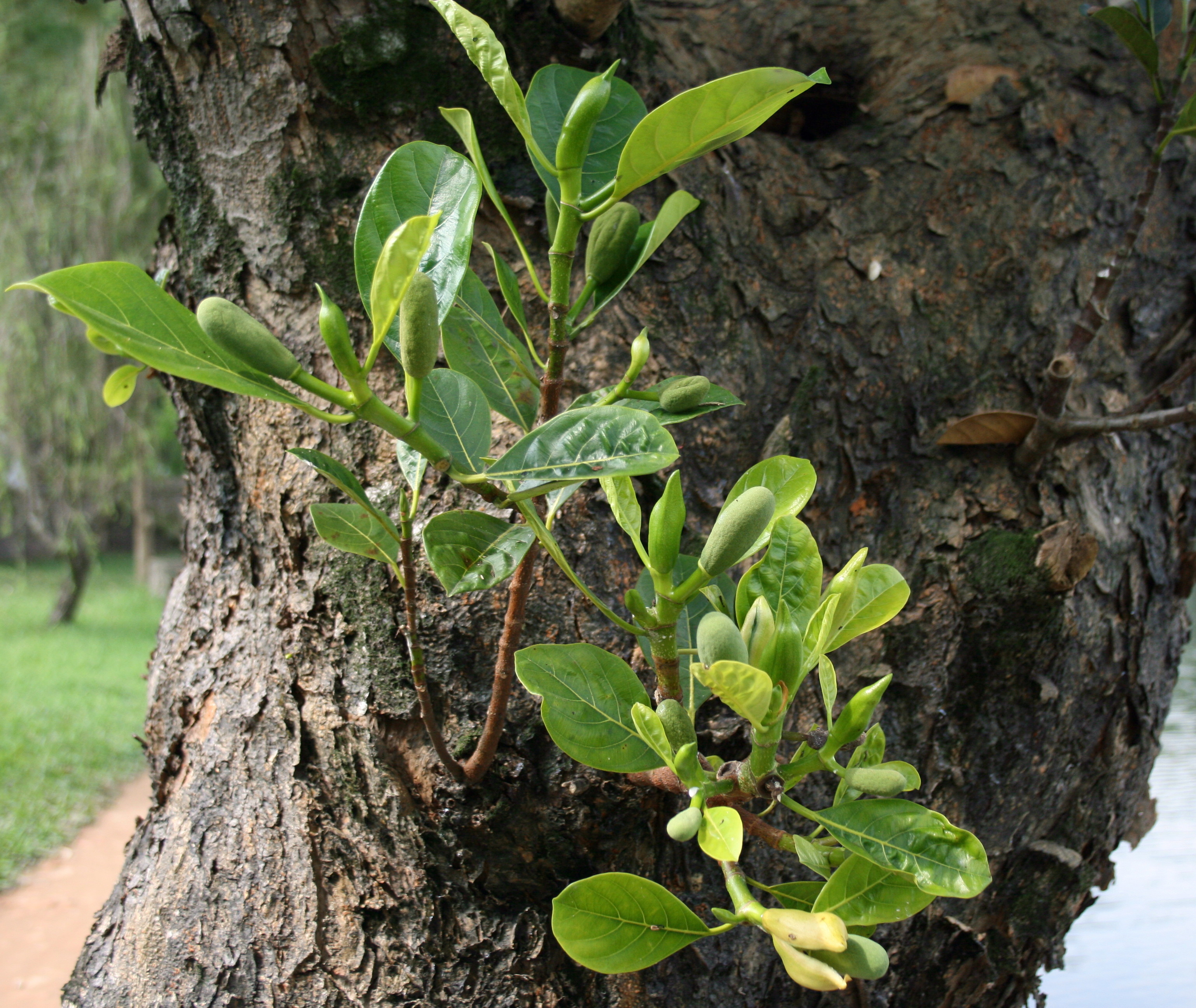
Mít cám

Cây mít được trồng phổ biến ở các vùng nông thôn. Mít có nhiều loại như mít mật, mít ướt, mít dai, mít tố nữ (đặc sản của miền Nam) v.v... Ngoài giá trị dinh dưỡng trong ẩm thực như nói trên, nhiều bộ phận của cây mít còn là vị thuốc.
Lá mít có địa vị đặc biệt dùng để lót oản cúng Phật. Lá mít cũng được dùng để gói thuốc lào truyền thống. Gỗ mít cũng là loại gỗ được chuộng để tạc tượng thờ trong các đền chùa vì thớ gỗ mịn, dễ khắc nhưng nặng và chắc.
Lưu ý khi canh tác trồng nếu cây hay bị ngập nước quả hay bị thối, nứt vỏ trước khi chín. Ở miền Bắc, trái mít chín vào tháng 7 - 8 múi thường sượng và ít ngọt (tục gọi là mít mùa thị). Cách nhận biết quả mít ngon là gai to rộng thì múi to, gai nhỏ cao mau và lồi lõm thì múi bé nhiều sơ. Bắt đầu ngửi thấy mùi thơm thì trẩy sau đó đóng cọc phơi nắng khi ngửi thấy mùi thơm đậm thì ăn. Nếu phơi quá cũng làm thối múi.
Cơ bản có hai loại là mít dai và mít mật. Trong đó mít dai được trồng phổ biến hơn cả có thể ăn được sơ cái và cả sơ con. Mít mật ăn không nóng như mít dai nhưng nát và ngọt khó ăn hơn. Ngày nay giống mít Thái được trồng khá phổ biến nhưng không ăn được sơ và thơm ngọt như giống mít dai.

## Mít trong ngôn ngữ

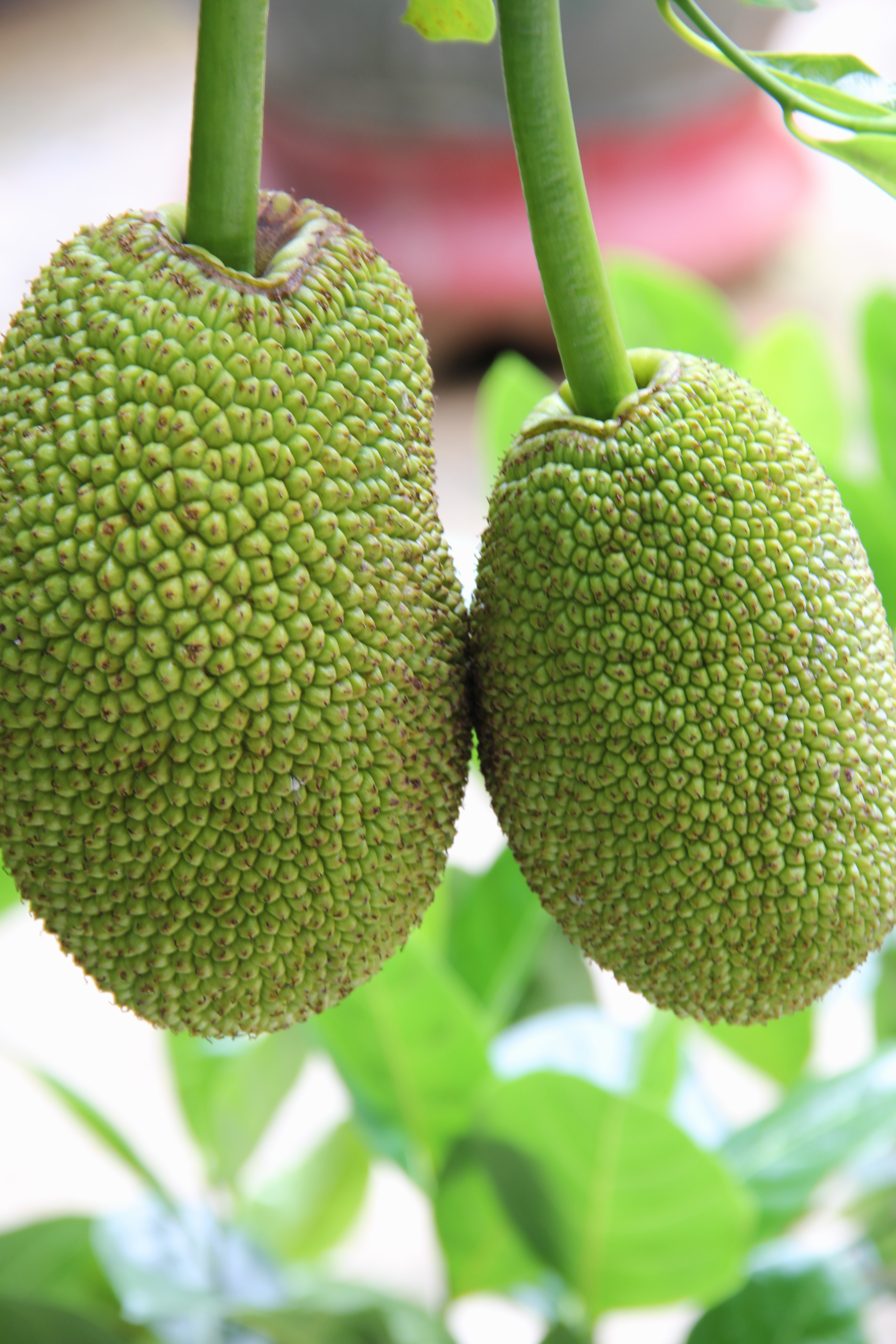
Mít Việt Nam

Trái mít non là bông cái đã được thụ phấn còn rất nhỏ cỡ ngón tay. Cái gọi dái mít là bông đực chỉ nở ra nhị phát tán phấn hoa rồi rụng đi (địa phương Huế gọi là mít đái). Dái mít có vị chát thơm nhẹ được dùng trộn làm gỏi hay làm thức ăn chay.
Thành ngữ, tục ngữ Việt Nam có câu: 
- Nhà ngói cây mít: tả cảnh nhà nông sung túc.
- Mít đặc: dốt
- Mít ướt: hay khóc
- Tiêu tiền như lá mít
- Mít ngon anh đánh cả xơ

Thơ Hồ Xuân Hương có bài "Quả mít":
Thân em như quả mít trên cây
Da nó xù xì, múi nó dày
Quân tử có thương thì đóng cọc
Xin đừng mân mó nhựa ra tay
Tuy không hẳn trực tiếp liên quan đến cây mít, hoặc trái mít nhưng dưới thời Pháp thuộc, người Việt còn gọi đùa nhau là "mít" vốn nhại âm annamite mà người Pháp áp dụng để chỉ dân tộc Việt.

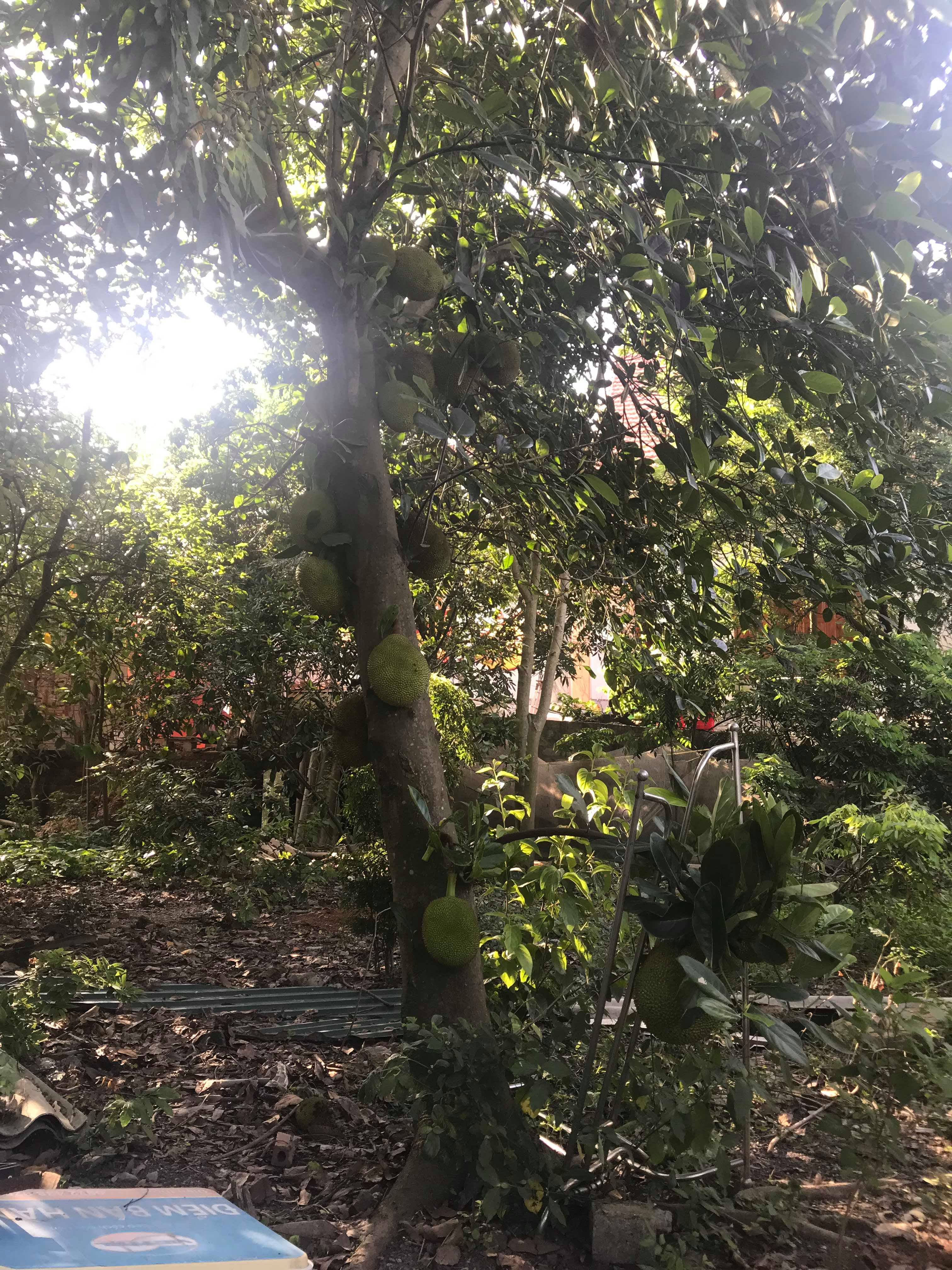

## Hình ảnh

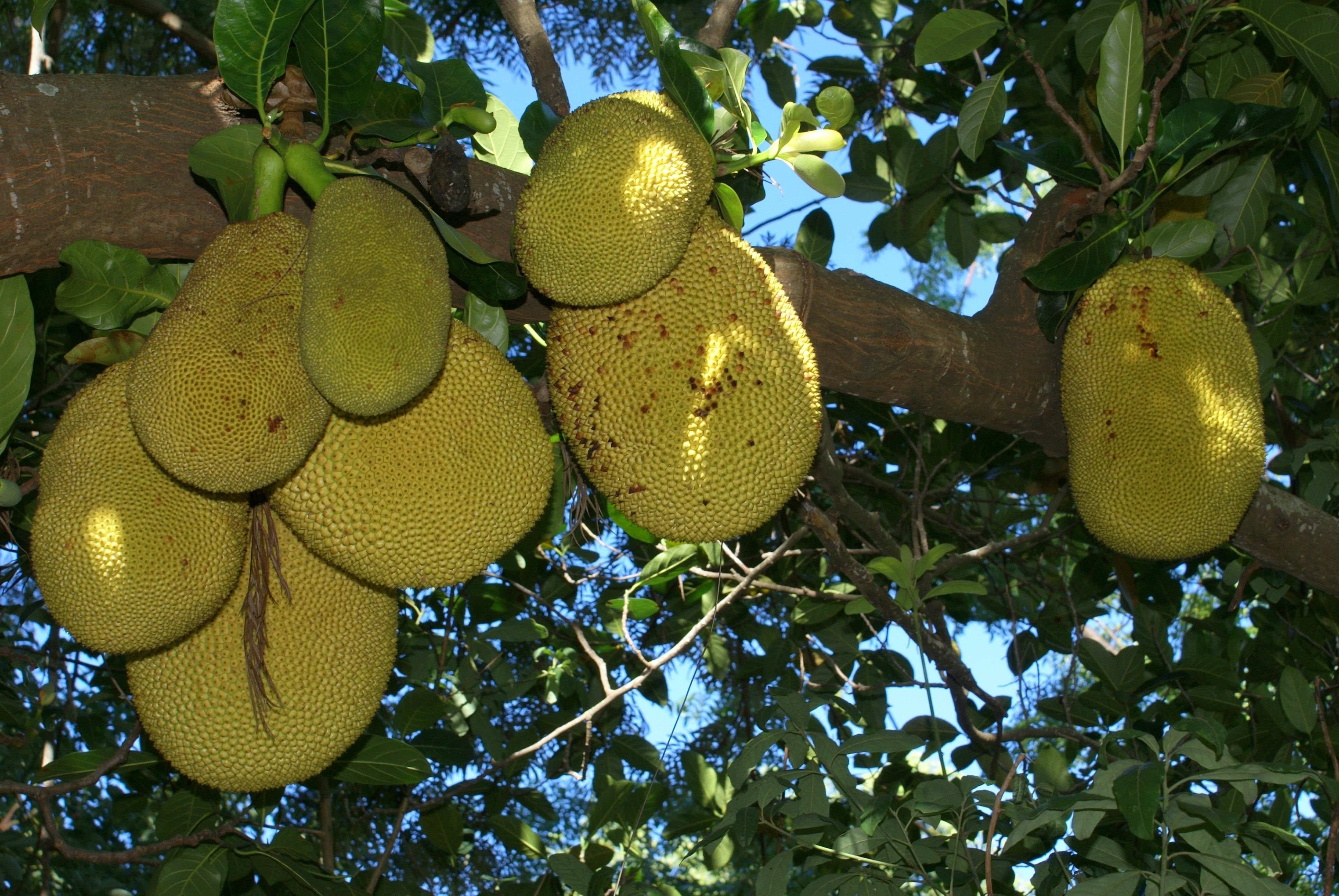
Quả mít trên cây
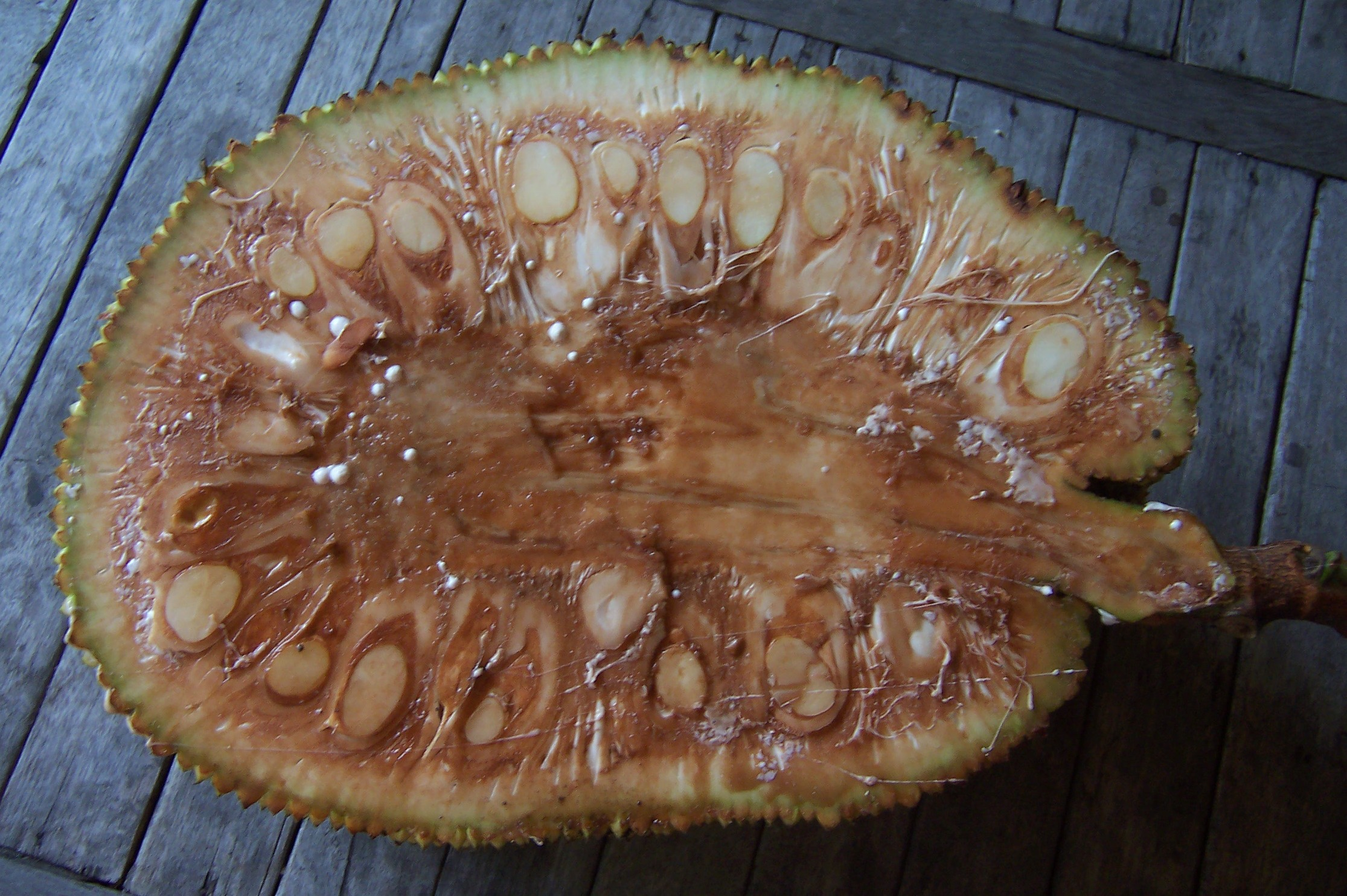
Quả mít bổ đôi và chảy nhựa
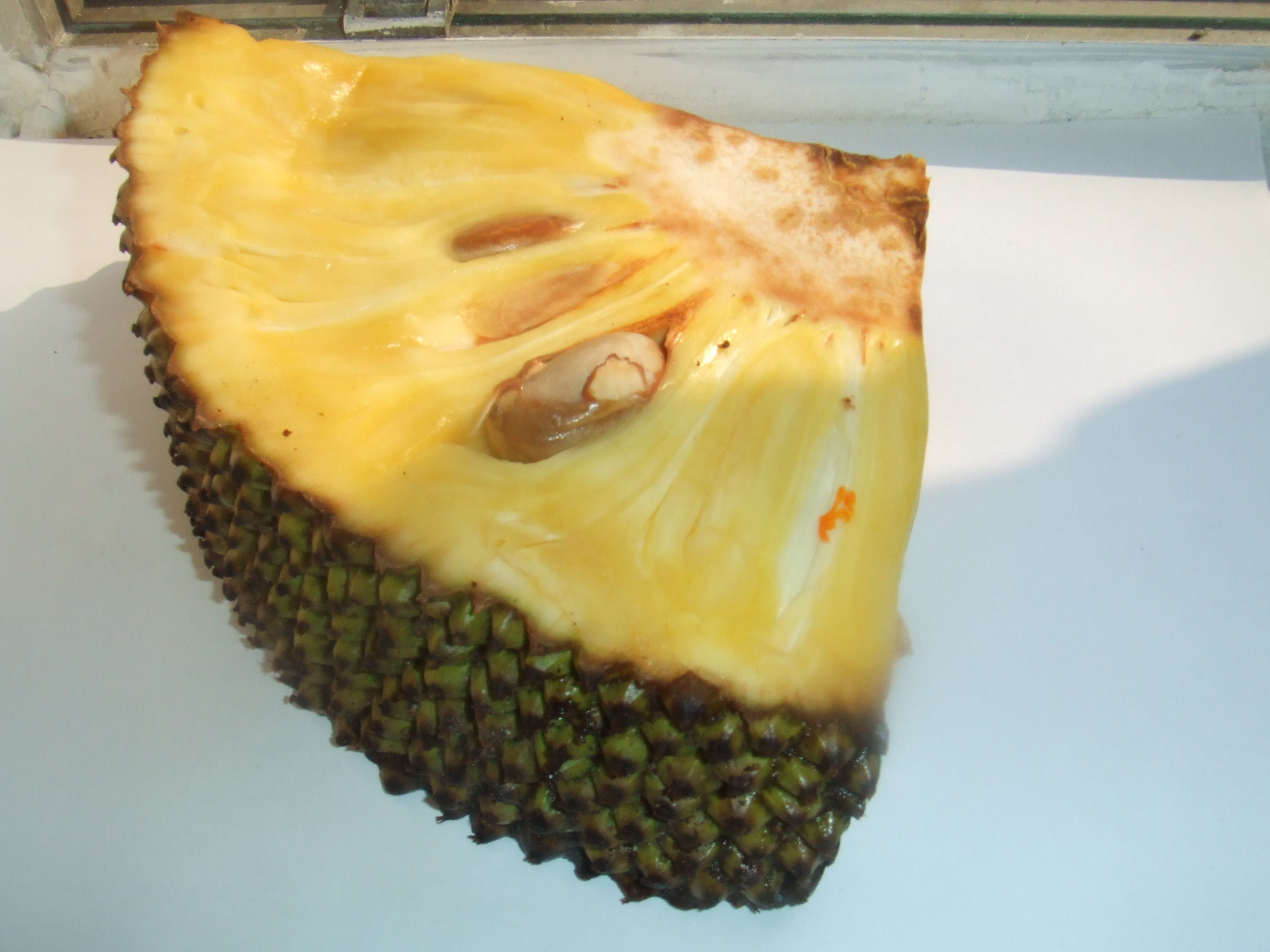
Khoanh mít bổ tư
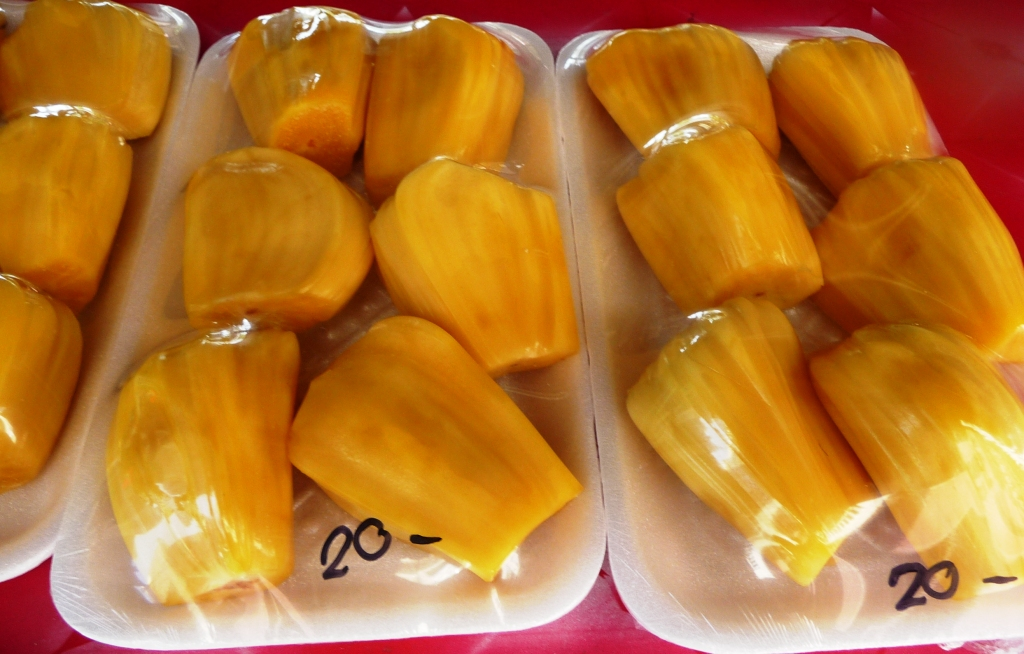
Múi mít đóng gói
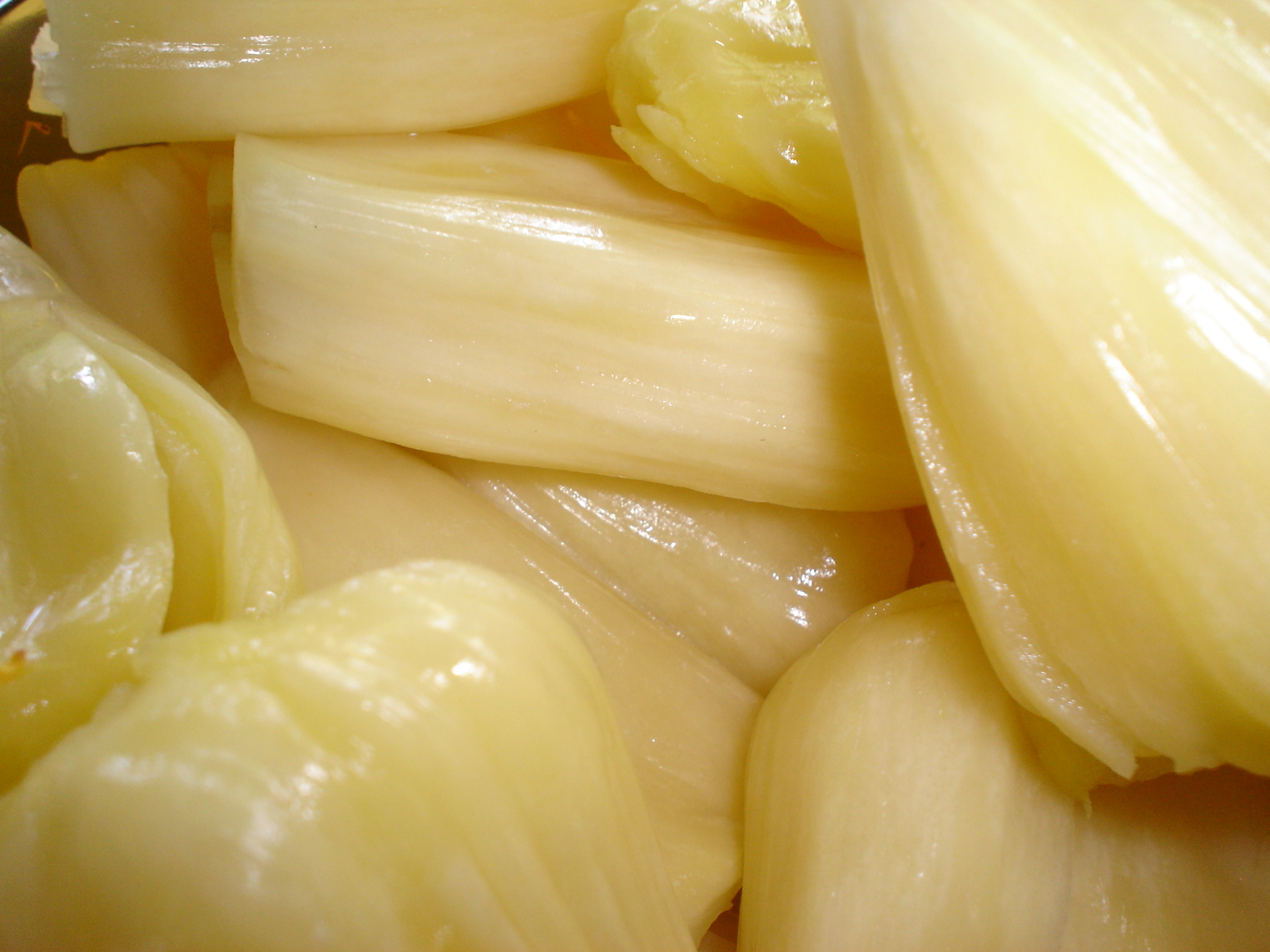
Múi mít
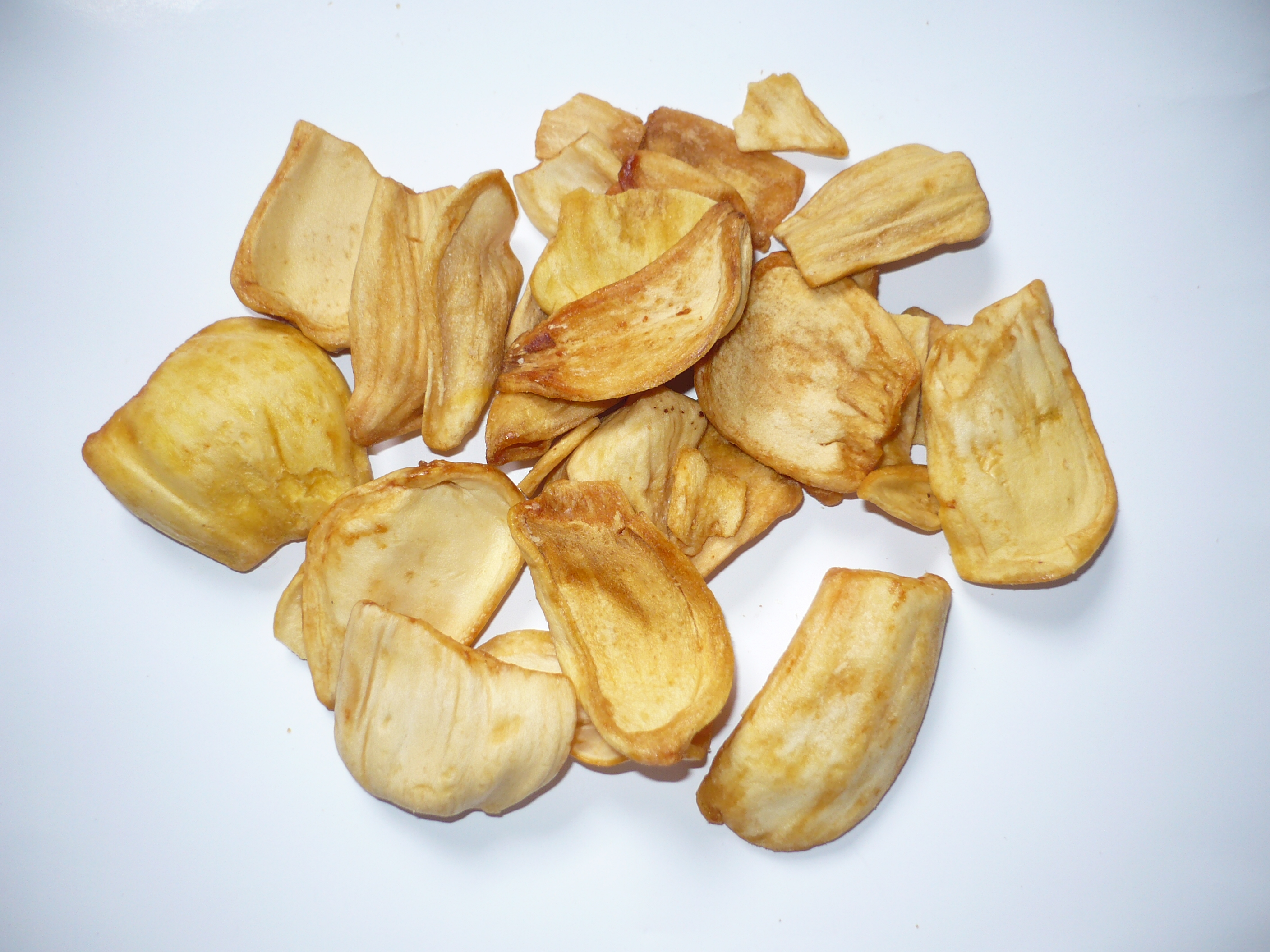
Mít sấy
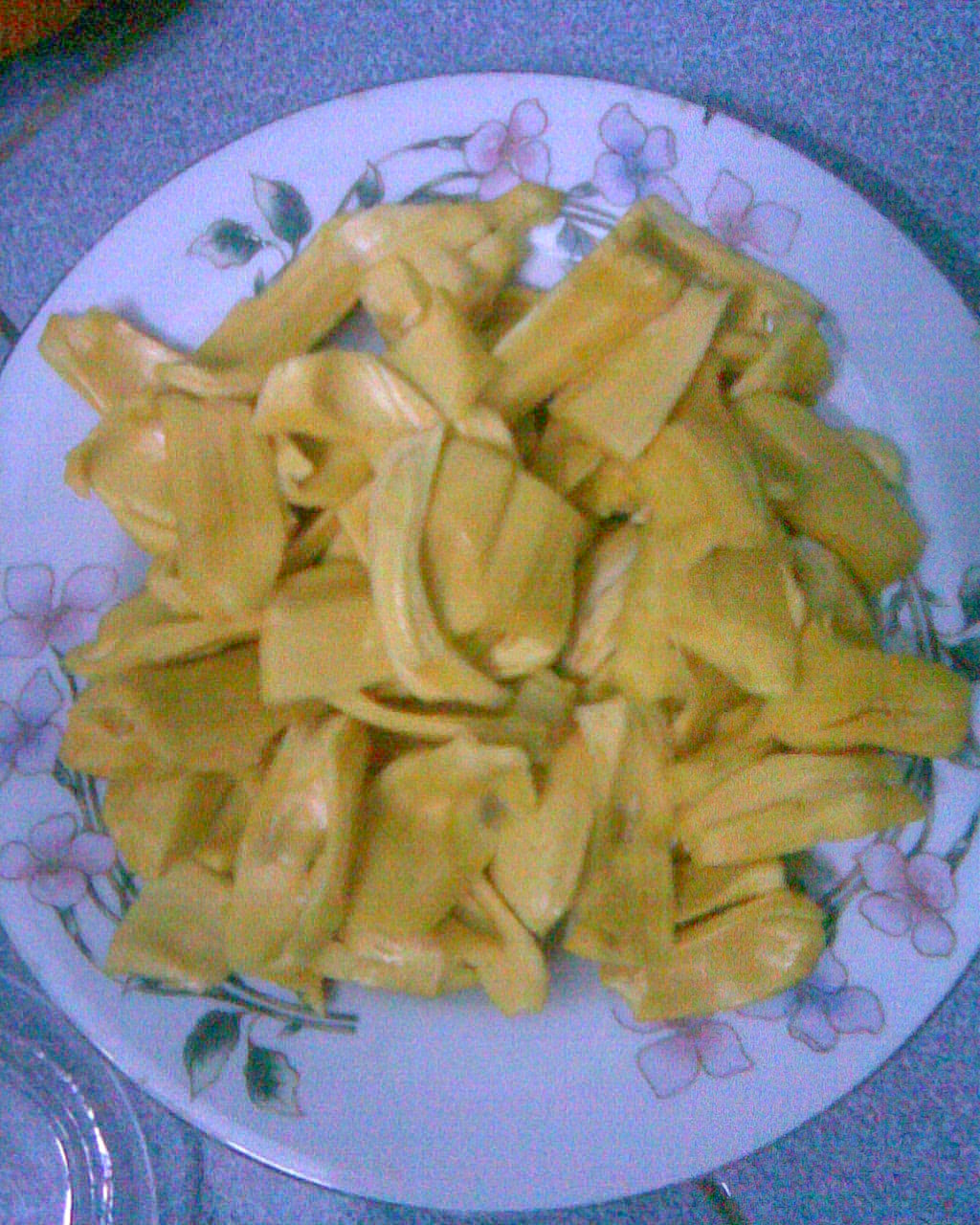
Dĩa mít
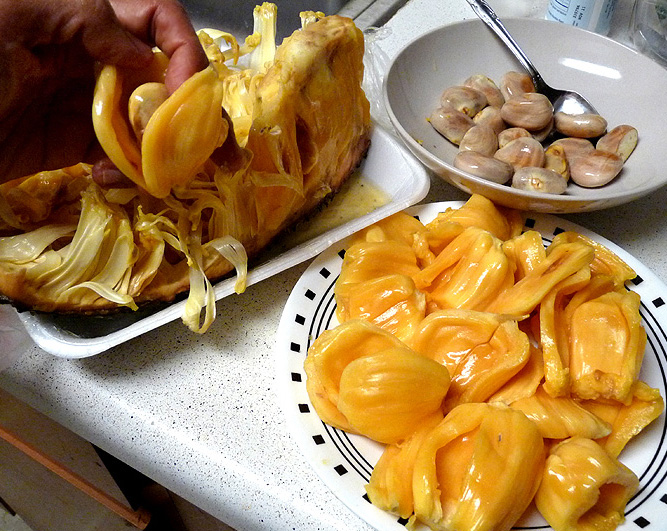
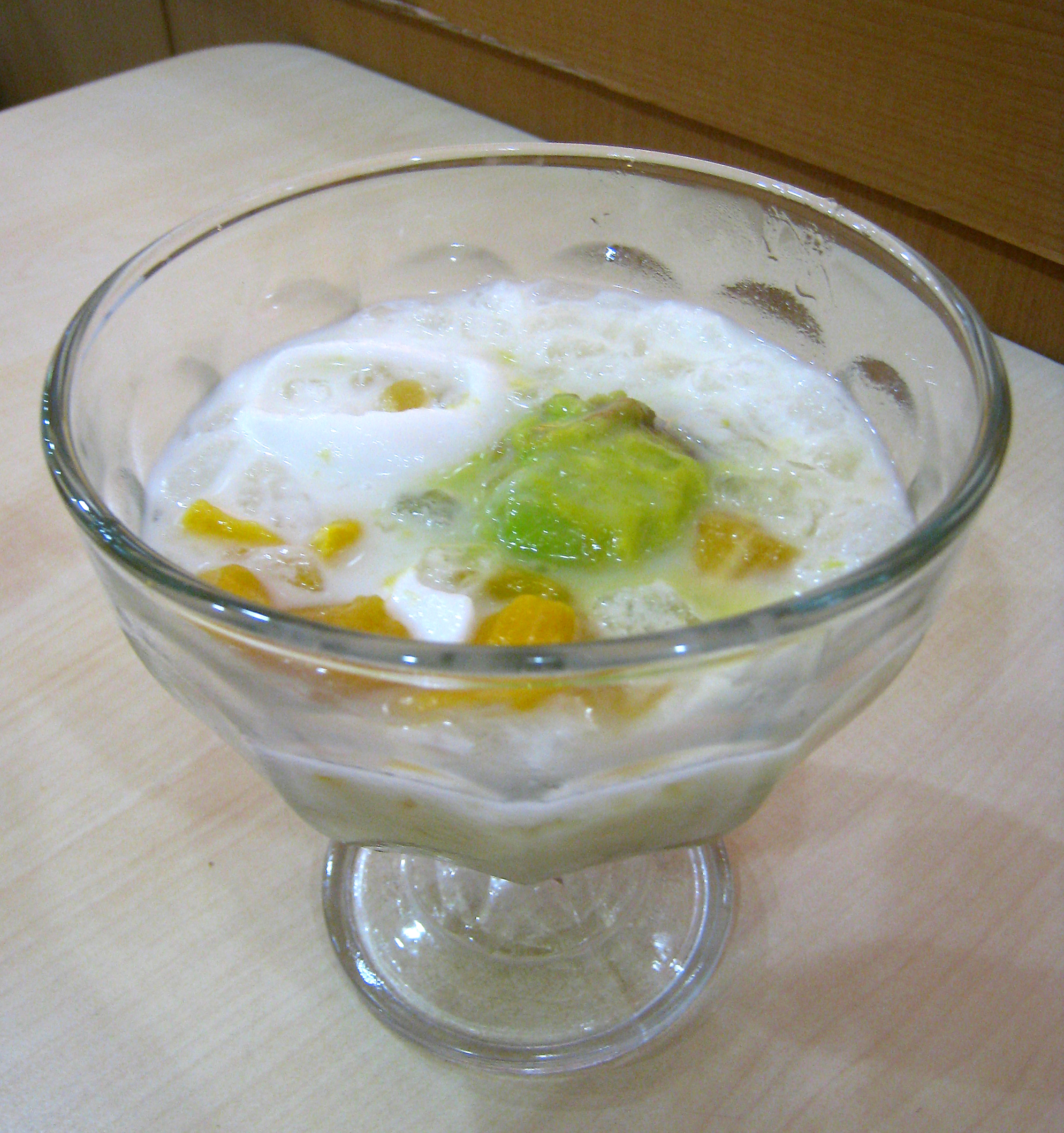
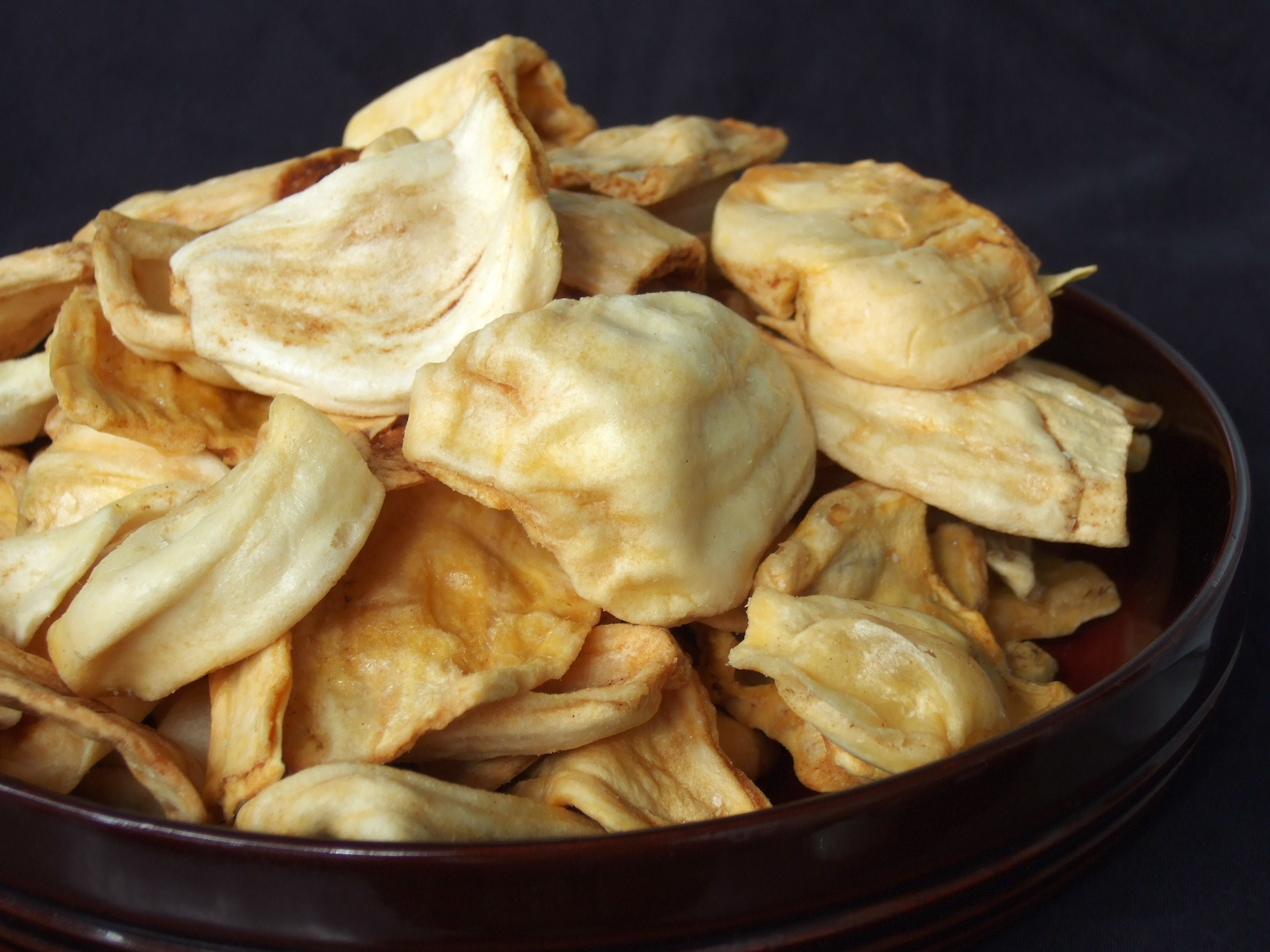